# Arsenal Atividades Desportivas Sport Club
Arsenal Atividades Desportivas Sport Club é um clube de futebol de Belo Horizonte, capital de Minas Gerais, porém possui sua sede em Santa Luzia, também no estado de Minas Gerais.

## História
Fundado em 20 de junho de 2006, o Arsenal é uma equipe profissional do futebol mineiro. Disputou em 2006 a sua primeira competição profissional, na Segunda Divisão do Campeonato Mineiro, terminando sem vitórias, sem marcar gols e com derrotas em todas as partidas.
O clube teve participações na Segunda Divisão do campeonato estadual em 2006, 2007 e de 2010 a 2016, mas sempre com campanhas fracas, nunca conseguindo avançar de fase na competição. Em 2011 dividiu o mando de campo com o União Luziense Esporte Clube e o Contagem Esporte Clube, no Estádio do Frimisa. Teve uma participação regular, terminando em quarto lugar do grupo C, com oito pontos ganhos, mas sem passar para a segunda fase do campeonato.
O clube seguiu disputando a competição nos anos seguintes, tendo sua última participação no futebol profissional em 2016, quando atuou no Campeonato Mineiro da Segunda Divisão, mandando seus jogos na Arena do Jacaré, em Sete Lagoas. Desde então, não voltou a disputar competições oficiais.